# NVA-Erholungsheim Frauenwald
Das NVA-Erholungsheim „Auf dem Sonnenberg“ war ein ortsbildprägendes Gebäude in dem thüringischen Ort Frauenwald im Ilm-Kreis, das als Beherbergungsbetrieb für Berufsoffiziere, -unteroffiziere und -fähnriche der Nationalen Volksarmee (NVA) sowie Offiziere aus Armeen des Warschauer Pakts diente. Das zur Ruine gewordene Gebäude wurde 2017 abgerissen.

## Lage
Das Gebäude stand am Ende des als Straßendorf ausgebildeten Ortes Frauenwald. Es lag auf dem höchsten Punkt der Gemeinde, dem sogenannten Großen Riesenhaupt (764 m), einem Gipfel des Kalten Staudenkopfs.

## Baubeschreibung

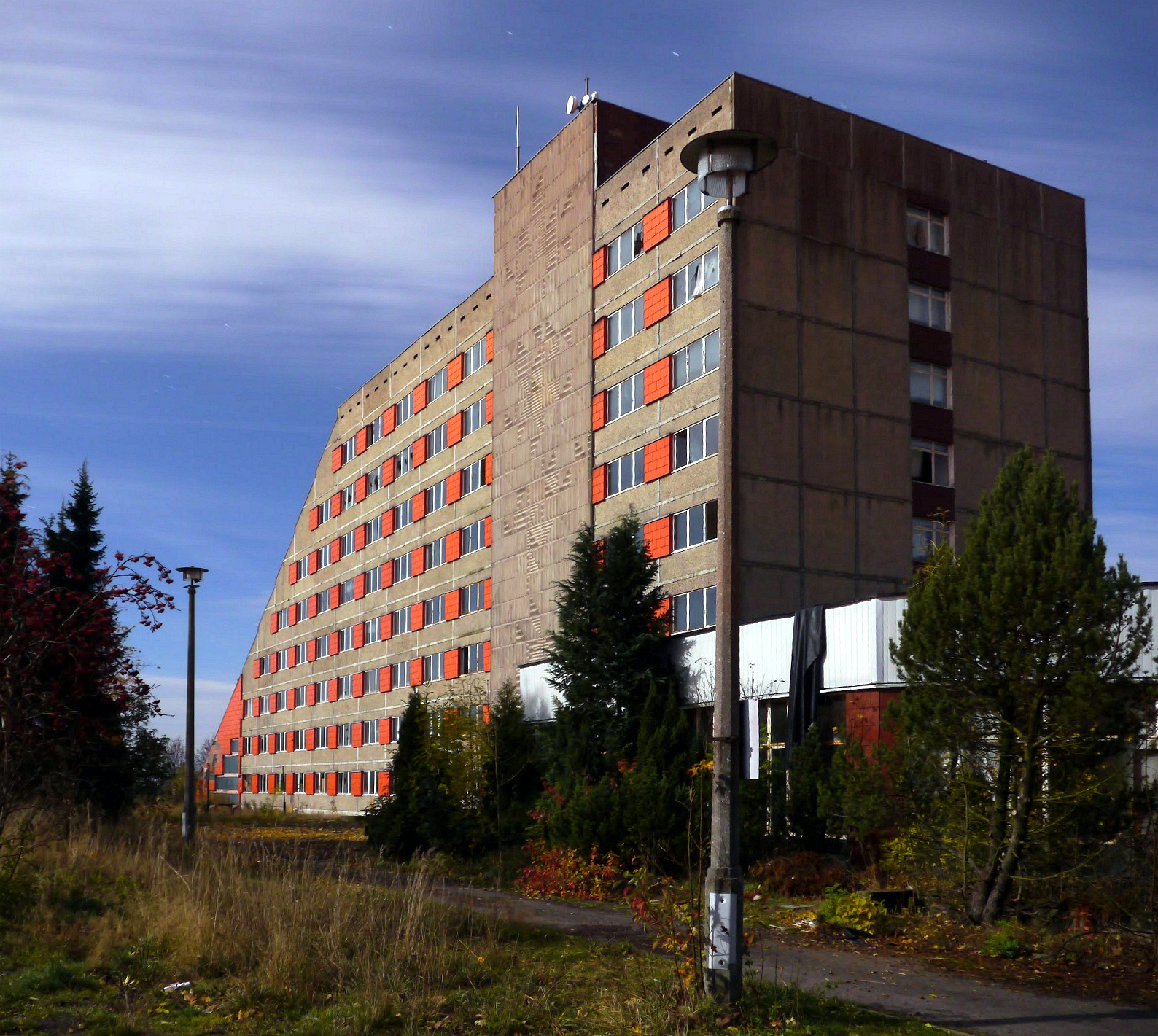
Ansicht von Nordosten

Bei dem Objekt handelte es sich um einen achtstöckigen Plattenbau mit 6000 Kubikmeter umbauten Raum, dessen südliche Seite abgeschrägt war und so einem Terrassenhaus ähnelte – daher hatte es im Volksmund die Bezeichnung „Sprungschanzenhaus“. Es stand in Nord-Süd-Richtung und in dem Haus befanden sich rund 400 Betten.
Das Haus gliederte sich mit einem zentralen Treppenhaus- und Technikschacht, der im Osten mit Schmuckelementen in Form großer Platten verkleidet war, um eine Längsachse. An der abgeschrägten und zur Sonne hin geöffneten Südseite befanden sich in den oberen fünf Etagen Terrassen. In der „Spitze“ darunter befand sich ein kleines Schwimmbad. Die Seitenfassaden waren im Wohnbereich waagerecht gegliedert und durch Fensterreihen, die mit roten Flächen unterbrochen waren, gekennzeichnet. Auf dem Dach befand sich eine Terrasse.
Der nördlich vorgelagerte Eingangsbereich enthielt den Speiseraum. Im Untergeschoss war eine großzügige Lobby mit einer holzgetäfelten Rezeption ausgestattet. Der Eingangsbereich war eher klein gestaltet, der zugehörige Windfang mit Glasbausteinen umgesetzt.
Im Vorfeld des Hauses befand sich eine Betonfläche zum Abstellen von Fahrzeugen. Hier konnten auch anreisende Busse in einer Wendeschleife ihr Passagiere aus- bzw. einladen. Westlich schloss sich ein Sportbereich mit Basketballanlage und großen Rasenflächen an, nördlich des Gebäudes befanden sich weitere Versorgungshäuser sowie zwei großzügige Unterkunftshäuser für die Angestellten. Das ganze Gelände war durch einen Zaun gesichert, im Eingangsbereich waren Wachhäuser.
Bei den Führungen im nahegelegenen Bunkermuseum Frauenwald wird von einem Sicherheitskabel zur Kommunikation mit der SED-Bezirksleitung in Suhl berichtet. Der Führungsbunker wurde zeitgleich mit dem Erholungsheim gebaut, Baumaterial für ihn wurde zur Tarnung als Material für das NVA-Heim deklariert. Eine mit dem Bunker verbundene Außenantenne befand sich auf dem Dach des NVA-Heims.

## Geschichte
Die NVA suchte in den abgelegenen Gegenden des Thüringer Waldes ein Grundstück für ein Erholungsheim, das schließlich in Frauenwald errichtet und 1976 eröffnet wurde. In der Folgezeit wurde das Gebäude von Berufssoldaten der NVA und Armeen des Ostblocks genutzt. Hier fanden auch Konditionierungslehrgänge für Piloten aus der DDR und des Ostblocks statt. Von 1977 bis 1990 war der ehemalige Rennrodler Wolfgang Scheidel dort Sportinstruktor.
Nach der deutschen Wiedervereinigung übernahm die Bundeswehr als rechtlicher Nachfolger den Komplex, gab ihn aus wirtschaftlichen Gründen aber schon bald wieder ab. Nach verschiedenen Zwischennutzungen diente das Gebäude in den 1990er Jahren als Asylbewerberheim. Danach verfiel es und wurde zunehmend durch Vandalismus zerstört.
2014 kaufte die Gemeinde Frauenwald das Objekt, um es abreißen zu lassen. Finanziert wurde der Abbruch durch die Firma 50Hertz Transmission im Rahmen einer Ausgleichsmaßnahme für den Bau einer 380-kV-Stromleitung, der sogenannten Thüringer Strombrücke, durch den Thüringer Wald. 2016 wurde im Keller die Chemikalie Hydrazinhydrat gefunden, die für die Notstromaggregate genutzt wurde. Sie wurde geborgen und entsorgt. Der 1,4 Millionen Euro teure Abriss erfolgte im Winter 2017/18. Nach der Entkernung des Gebäudes folgte der Abbruch der Außenmauern. Der Beton wurde vor Ort zerkleinert und für den Straßenbau verwertet. 24.000 Tonnen Abbruchmaterial wurden abgefahren.

## Medien
- Der NVA-Oberst Hardi Nothnagel verfasste 1978 die zwölfseitige Informationsschrift NVA-Erholungsheim „Auf dem Sonnenberg“.[6]
- Das Filmstudio der NVA in Berlin-Biesdorf produzierte die Dokumentation „NVA-Erholungsheim Frauenwald“, 1989 eine zweite Fassung (Farbe, 10 Minuten).[7][8]